# راجل حليمة
راجل حليمة هو فيلم مغربي من إخراج السعيد بنتاشفين سنة 2014، وبطولة كل من عبد اللطيف شوقي، هدى صدقي، معاذ إيروكا، فؤاد سعد الله، نزهة بدر، وآخرون.

## القصة
فاطمة وعلي يقومان بتبني طفل بعد أن تأكدا من عدم إنجابها بسبب مرض أصيب به الزوج علي. إلا أن هذا الطفل أخبر الزوجان بأن علي له ابن من «الزوهرة» خطيبته قبل زواجه بفاطمة. ويستغرب علي لهذا الخبر، لأن الصحيح في الخبر أن له علاقة مع خطيبة سابقة وبنفس الاسم الذي ذكره الطفل «البشير»، لكن أن يكون له ابن هذا ما لا يعلمه. أمام هذا الخبر بدأت الزوجة تشك في عقل الطفل المتخلى عنه، وحاولا إرجاعه لدار الأطفال، لكن دون جدوى. إلاّ أن الزوج يريد أن يعرف من أين لهذا الطفل بهذه المعلومات، فيستدرجه ويخبره الطفل بأنه عاش معه في زمنه. وأن ابنه يحمل اسم علي كما هو اسمه وأن أمه ماتت. ويحاول الزوج أن يعرف مصدر الخبر، فيخبره الطفل أنه سبق له أن رأى هذه الأحداث.